# Coline Pierré
Coline Pierré, née le 8 mai 1987, est une écrivaine française de littérature. Elle est également éditrice au sein de la maison d'édition Monstrograph.

## Biographie
Coline Pierré passe son enfance en Alsace, où elle commence à écrire des histoires et des chansons à l'adolescence. Elle fait des études à l'Université de Paris VIIII, où elle obtient une licence en « Information et communication ». En 2013, elle publie son premier roman pour la jeunesse, Apprendre à ronronner, à L'École des loisirs.  Elle anime également des ateliers d'écriture et de mise en voix et en musique,,.
Elle propose des lectures musicales et dessinées avec des auteurs et des illustrateurs, notamment au sein du collectif Plateau Lecture. Elles sont jouées dans des médiathèques, salles de spectacles, et lors de salons du livre.
Elle est membre de la Charte des auteurs et des illustrateurs jeunesse de La ligue des auteurs professionnels.

## Monstrograph
En 2015, elle fonde avec l'écrivain Martin Page, la maison de micro-édition Monstrograph pour y publier « des livres bizarres, impubliables ailleurs ou refusés partout. ». En 2020, Monstrograph connait la célébrité après avoir reçu des menaces de poursuites pénales de la part d'un fonctionnaire du ministère de l'Égalité entre les femmes et les hommes après la publication de Moi les hommes, je les déteste, de Pauline Harmange. En résulte un effet Streisand, qui conduit le livre à être épuisé en quelques semaines malgré plusieurs nouveaux tirages : les éditions du Seuil rachètent les droits sur le livre pour le republier en octobre 2020. Depuis, les droits de traduction du livre ont été vendus pour 17 langues. La maison d'édition a fermé ses portes le 31 décembre 2022.

## Œuvre

### Littérature générale
- Pourquoi pas la vie, Éditions de l'Iconoclaste, 2023

### Littérature jeunesse
- Apprendre à ronronner, L'École des loisirs, 2013
- L'Immeuble qui avait le vertige, Éditions du Rouergue, 2015
- La Folle Rencontre de Flora et Max (avec Martin Page), L'École des loisirs, 2015[18]
- Ma fugue chez moi, Éditions du Rouergue, 2016
- Le Jour où les ogres ont cessé de manger des enfants (avec Loïc Froissart), Éditions du Rouergue, 2018[19]
- La Révolte des animaux moches, Éditions du Rouergue, 2018[20]
- Les Nouvelles Vies de Flora et Max (avec Martin Page), L'École des loisirs, 2018[21]
- Nos mains en l'air, Éditions du Rouergue, 2019[22],[23]
- Je peux te manger ? (avec Maëva Tur), Éditions La Plage, 2019
- L'invention du dimanche (avec Estelle Billon-Spagnol), Éditions Poulpe Fictions, 2020[24]
- Romy et Julius (avec Marine Carteron), Éditions du Rouergue, 2020
- Clara l'extraterrestre (avec Martin Page et Sandrine Bonini), Éditions Poulpe Fictions, 2020
- Elle est le vent furieux (Collectif, avec Sophie Adriansen, Marie Alhinho, Marie Pavlenko, Cindy Van Wilder, Flore Vesco), Flammarion Jeunesse, 2021
- Introverti·es, mode d'emploi (avec Loïc Froissart), Editions du Rouergue, 2021
- En couple[25], Éditions Talents Hauts, 2023

### Essais
- Éloge des fins heureuses, Monstrograph, 2018[26] - Nouvelle édition : Éditions Daronnes, 2023

### Poésie
- Une grammaire amoureuse, Éditions de l'Iconoclaste, collection Iconopop, 2023

### Livres illustrés
- Petite encyclopédie des introvertis, Monstrograph, 2015
- N'essayez pas de changer, le monde restera toujours votre ennemi (avec Martin Page), Monstrograph, 2015

### Édition
- Les artistes ont-ils vraiment besoin de manger ?, collectif édité avec Martin Page, éditions Monstrograph, 2018[27],[28]
- Les artistes habitent-ils quelque part?, collectif édité avec Martin Page, éditions Monstrograph, 2021
- Les artistes ont-iels un corps ?, 2022, collectif édité avec Martin Page, éditions Monstrograph, 2022

## Prix et distinctions
- En 2015, elle est lauréate Littérature jeunesse de la résidence d'écriture du Chalet Mauriac[29] ;
- En 2018, Ma fugue chez moi est lauréat du prix Tapage des collégiens[30] ;
- En octobre 2019, La révolte des animaux moches est nommé pour Le Prix Renaudot des Benjamins 2020[31] ;
- En juin 2020, La révolte des animaux moches est lauréat du Prix Maya 2020 du livre animaliste, dans la catégorie littérature jeunesse[32].